# Karin Wieckhorst
Karin Wieckhorst (* 21. September 1942 in Holzhausen) ist eine deutsche Fotografin.

## Leben
Karin Wieckhorst wurde am 21. September 1942 in Holzhausen bei Leipzig geboren. Zunächst absolvierte sie von 1957 bis 1960 eine Lehre zur Tiefdruckretuscheurin am Druckhaus Einheit Leipzig. Von 1965 bis 2007 arbeitete sie als Fotografin und im Fotolabor des GRASSI Museum für Völkerkunde zu Leipzig. 1966 legte sie ihre Facharbeiterprüfung als Fotografin ab und studierte von 1969 bis 1973 im Fernstudium Fotografie an der Hochschule für Grafik und Buchkunst Leipzig bei Horst Thorau. 1984 bis 1989 engagierte sie sich zudem in der Redaktion der unabhängigen Samisdat-Künstlerzeitschrift Anschlag. Wieckhorst wurde 1985 Mitglied im Verband Bildender Künstler der DDR und 2007 im Bund Bildender Künstler Leipzig. Seit 2007 arbeitet sie als freie Fotografin. Von 2006 bis 2014 gehörte sie der Jury des Internationalen Leipziger Festivals für Dokumentar- und Animationsfilm an.

## Werk
Bekannt wurde sie durch die Serie „Begegnungen in Ateliers“, in der nonkonforme Impulsgeber der DDR-Kunstszene im produktiven Zusammenhang ihrer Arbeitsräume und ihrer Werkausprägung vorgestellt wurden. Zu ihren früheren Vorhaben gehören „körperbehindert“ (1980–1985), die vergleichende Ortsbefragung „OSTBERLIN 1983–1986“, „Berliner Wiederholung“ (1998) sowie der Zyklus „FREMDE. Asyl in Sachsen“ (1992–1993). Diese zeigen auch ein Interesse an sozialen Fragestellungen in ihrem Lebensfeld. Später dokumentierte sie auf ihren Reisen, die sie auf die Kola-Halbinsel, in den Iran und die Mongolei, nach China, Nepal und in den Niger führten, ihre Eindrücke und Begegnungen.
Zu ihren bekanntesten Werken gehört die Fotoserie zur Sprengung der Leipziger Paulinerkirche, die 1545 durch Martin Luther als Universitätskirche eingeweiht worden war. Diese hatte zwar den Zweiten Weltkrieg fast unbeschädigt überstanden, sollte jedoch auf Wunsch der SED-Führung gesprengt werden. Wieckhorst sah ihre Dokumentation der Sprengung auch als Protest dagegen an. Die Sprengung fotografierte Karin Wieckhorst von der zweiten Etage des Grassimuseums mit ihrer 6x6-Kamera mit der extra langen Brennweite. Erst kippte der Dachreiter, dann der Turm und die Westseite der Kirche, am Schluss fiel die Giebelrosette an der Frontseite „Ich habe nur noch den Auslöser gespannt und abgedrückt.“ sagte sie später. Ihre schwarz/weiß-Fotos sind die einzigen existierenden Fotos, die das Ausmaß der Zerstörung detailliert und großformatig festgehalten haben. Die Negative versteckte sie vor der Stasi, die nach ihnen forschte.
Mehr als 2500 Fotografien übergab sie Anfang 2020 dem Archiv Bürgerbewegung Leipzig. Auf diesen Fotos wird der Umbruch sowie die Transformationsprozesse zwischen 1990 und 1992 dokumentiert. Die Fotos zeigen den Aufbruch und die Veränderung, Stagnation und Wandel, die verblühten und aufblühenden Landschaften, sowie Porträts und Szenen des Alltags. Die Fotos wurden im Jahr 2020 im Rahmen der Förderrichtlinie „Revolution und Demokratie“  der Sächsischen Staatsregierung digitalisiert und archivwissenschaftlich erschlossen.
Eine Bilderserie von Porträts deutscher und österreichischer Autoren und Autorinnen wie Christa Wolf, Heiner Müller und Wolfgang Hilbig aus den 1980er-Jahren konnte das Deutsche Buch- und Schriftmuseum der Deutschen Nationalbibliothek in Leipzig 2022 erwerben.

## Auszeichnungen und Stipendien
- 1986: Sonderpreis der Porträtfotoschau der DDR
- 1991: Stipendium Stiftung Kunstfonds Berlin
- 1992–93: Stipendium des Landes Sachsen-Anhalt[4]

## Ausstellungen (Auswahl)
- 2023: Fotografien aus Tunesien. Auf den Spuren von August Afrikaexpedition, Käthe-Kollwitz-Haus Moritzburg[9]
- 2019: Störenfriede. Kunst und Protest und das Ende der DDR. Deutsches Buch- und Schriftmuseum der Deutschen Nationalbibliothek, Leipzig[8]
- 2018: Begegnungen. Museum der bildenden Künste Leipzig (Einzelausstellung)
- 2017: Vom Zeigen und Schauen. Grassimuseum Leipzig (Einzelausstellung)
- 2017: Hinter der Maske. Künstler in der DDR. Museum Barberini, Potsdam[10]
- 2016: Gegenstimmen. Kunst in der DDR 1976–1989. Martin-Gropius-Bau, Berlin
- 2014: Hommage á Klaus Hähner-Springmühl. Kunstsammlungen Chemnitz
- 2012: Abschied von Ikarus. Bildwelten in der DDR – neu gesehen. Museum Neues Weimar
- 2009: Fremde. Asyl in Sachsen. Stadtgeschichtliches Museum Leipzig (Einzelausstellung)
- 2009: Übergangsgesellschaft: Porträts und Szenen, 1980 – 1990. Akademie der Künste Berlin
- 2007: Sichtbarmachen. Grassimuseum Leipzig (Einzelausstellung)
- 1991: Karin Wieckhorst – eine Fotografin aus Leipzig. Kulturforum Alte Post Neuss (Einzelausstellung)
- 1990: DDR Frauen fotografieren. Haus am Lützowplatz, Berlin
- 1987: Begegnungen in Ateliers.  Galerie Eigen+Art, Leipzig (Einzelausstellung)
- 1987/1988: X. Kunstausstellung der DDR. Dresden
- 1985 und 1986: Leipzig, Bezirkskunstausstellungen
- 1985: Auf gemeinsamen Wegen. Nationalgalerie Berlin[11][12]
- 1983: Leipzig, Ausstellung der AG Fotografen im VBK-DDR
- 1970, 1972 und 1974: Rostock, ifo scanbaltic
- 1969 und 1972: Leipzig, Bezirksfotoschau